# Smučarski skoki
Smučarski skoki so nordijsko smučarska športna panoga pod okriljem Mednarodne smučarske organizacije (FIS), v kateri se smučarski skakalec spusti po zaletišču skakalnice in skuša leteti čim dlje. Poleg točk za dolžino se v rezultat tekmovalca štejejo še sodniške ocene za slog ter kompenzacijske točke za jakost vetra in višino zaletišča. Tekme so iz kvalifikacij in dveh glavnih serij, poleg posamičnih tekem potekajo tudi ekipne tekme, kjer vsako državo zastopajo po štirje skakalci. So eni izmed paradnih zimskih športov, ki se izvajajo na snežni podlagi, od leta 1954 pa so možni skoki tudi v poletju na plastiki. Od leta 1924 so tudi del tekmovanja na zimskih olimpijskih iger, od leta 1925 se na dve leti izvajajo tudi svetovno prvenstvo v nordijskem smučanju in od leta 1972 svetovno prvenstvo v smučarskih poletih. Od leta 1953 je eden izmed vrhuncev vsake sezone tudi Novoletna turneja, ki poteka na dveh nemških in dveh avstrijskih prizoriščih. Svetovni pokal v smučarskih skokih poteka od leta 1979 za moške in od leta 2011 za ženske. Holmenkollen pri Oslu velja za svetišče smučarskih skokov, Planica pa za zibelko poletov. Skoki in poleti so najbolj popularni v državah kot so: Avstrija, Finska, Japonska, Nemčija, Norveška, Poljska in Slovenija.

## Zgodovina

### 1796: Prva omemba
Po navedbah nizozemskega admirala Cornelius de Jonga iz njegove knjige Reizen naar de kap, prvi poskusni skoki datirajo v leto 1796. V tej knjigi je opisano, kako so se norveški vojaki spuščali po strehah kmečkih skednjev in trdo pristali na tla. Ugotovili so, da bi trd pristanek lahko ublažili s skokom po strmem hribu. Seveda tukaj ni šlo za pravo športno skakanje, ampak bolj za poizkuse. Prvi uradno zabeležen skok se je zgodil dvanajst let kasneje.

### 1808: Prvi zabeležen skok
Smučarski skoki prvotno izvirajo iz Norveške. Prvi pravi in z izmerjeno dolžino uradno zabeležen skok v zgodovini, se je zgodil 22. novembra 1808 pri cerkvici v Eidsbergu na Norveškem. Dansko-Norveški polkovnik Olaf Rye se je pred svojimi vojaškimi kolegi želel pobahati in pokazati pogum, ter za tiste čase skočil neverjetnih 9.5 metra.

### 1862: Prva tekma in ocene za slog
Prva zabeležna javna tekma pred publiko je bila organizirana 22. januarja 1862 v kraju Trysil na Norveškem. To je bila tudi prva tekma, na kateri so sodniki za slog in eleganco delili ocene. Tekmovalci so morali dokončati tri skoke brez padcev, pravila pa so bila določena vnaprej. Iz poročila obljavljenega v norveškem časopisu Morgenbladet je jasno razvidno, da je bila tekma zabavnega značaja, a hkrati državno tekmovanje z močnim nabojem.

### 1866: Prva tekma v Oslu
Leta 1866 je bilo blizu stare cerkve Aker v Oslu/Christiania, organizirano prvo smučarsko tekmovanje organizirano kot kombinacija teka na smučeh, slaloma in smučarskih skokov, ki je privabilo 2,000 ljudi.

### 1868: Norheim izumil telemark
Norveški pionir modernega smučanja Sondre Norheim, je svojo prvo tekmo zmagal leta 1868 v Oslu/Christiania in z 19,5 metra postavil sploh drugi svetovni rekord v zgodovini. Norheim je znan kot izumitelj telemark smučanja, ki je rekreativno vozil tudi smuk in glede na njegove inovacije postal slaven v lokalnem okolju. Njegov prispevek v razvoju smučarske tehnologije je ogromen, saj je dizajniral novo opremo, za tisti čas revolucionarne smučarske vezi ter nove zaobljene smuči, ki so omogočale lažji zavoj. Izumil je tudi telemark smučo, ki je bila prototip za ves nadaljnji razvoj smuči. Sondre Norheim je bil s strani svojih prijateljev in znancev proglašen za velemojstra umetnosti smučanja. Prosto smučanje je kombiniral s skoki in slalomom.

### 1879: Husebyrennene
Prvo pravo resno in širše znano tekmovanje, imenovano Husebyrennene (Huseby), je bilo leta 1879 organizirano v Oslu, kjer je Olaf Haugann z 20 metri postavil nov svetovni rekord. Raziskovalec Fridtjof Nansen je bil izkušen smučar in je leta 1881 na tekmovanju Huseby zasedel sedmo mesto. Med leti 1884 in 1886 so bili skoki in teki združeni v eno tekmovanje: leta 1886 so bili skoki in teki na Huseby izvedeni ločeno v različnih dnevih, končni rezultati pa so bili na koncu sešteti v en rezultat, podobno kot danes nordijska kombinacija.

### 1892: Holmenkollen
Tekmovanje Husebyrennene se je leta 1892, ki je potekalo enkrat letno, preselilo v Oslo, natančneje na skakalnico Holmenkollen, ki je kasneje postala prava meka smučarskih skokov, kar velja še danes. Do leta 1933 so skoki potekali samo v okviru nordijske kombinacije. Da se tekme skokov ločijo od nordijske kombinacije se imenujejo spesielt hopprenn (samo skoki). Tekmovanje je postalo mednarodno šele v 1920ih letih.

### 1918: Kongsberger tehnika
Tehniko skakanja Kongsberger (norveško: Kongsbergknekk) sta v mestu Kongsberg na Norveškem, takoj po prvi svetovni vojni, izumila norveška skakalca Jacob Tullin Thams in Sigmund Ruud. Tehnika je bila znana po tem, da je bil zgornji del telesa upognjen v bokih z rokami naprej in paralelno držo smuči. Včasih so tudi z rokami živahno krilili v krožnih gibih naprej, nekako v stilu ptic. Ta tehnika je omogočila in prinesla razvoj dolžine skokov od 45 do čez 100 metrov dolžine in je bila v rabi vse do leta 1949, ko jo je nadomestila Windisch in nekaj let kasneje še paralelna Däscher tehnika.

### 1924: Olimpijski debi
Moški skoki so v olimpijski program uvrščeni že vse od prvih Zimskih olimpijskih iger 1924, seveda takrat samo z eno tekmo na srednji skakalnici. Prvi olimpijski zmagovalec je postal norveški skakalec Jacob Tullin Thams.

### 1925: Prvo nordijsko svetovno prvenstvo
Svetovno prvenstvo v nordijskem smučanju je bilo prvič organizirano leta 1925 v mestu Janské Lázně na Češkoslovaškem, z eno tekmo na veliki skakalnici. Češkoslovaški skakalec Willen Dick je postal prvi svetovni prvak.

### 1929: Skoki prodrejo na Japonsko
Leta 1929 so norveški inštruktorji prispeli na Japonsko z namenom, da bi tam domačine seznanili s tem športom in jih začeli trenirati. Dve leti kasneje so odprli veliko skakalnico v Saporu, ki še do danes ostaja njihov največji in nacionalni panožni center. Japonska je danes tako pri moških kot pri ženskah ena izmed vodilnih sil v skokih, ki je dvakrat gostila zimske olimpijske igre, dala nekaj olimpijskih prvakov in zmagovalcev novoletnih turnej.

### 1934: Otvoritev Bloudkove velikanke
4. februarja 1934 so tako slovesno odprli po krivici poimenovano Bloudkovo velikanko (namesto Rožmanovo) z državnim prvenstvom Kraljevine Jugoslavije na katerem je zmagal domačin Franc Palme. Z 55 metri je postavil prvi rekord skakalnice in z 60 metri še drugega ter hkrati nov državni rekord. 25. marca 1934 so organizirali še prvo mednarodno tekmovanje na katerem je Birger Ruud z 92 metri postavil prvi svetovni rekord dosežen v Planici. Kasneje je njegov brat pristal pri 94 metrih, dolžini novega svetovnega rekorda, a žal podrsal.

### 1936: Prvi polet čez 100 metrov
15. marca 1936 je avstrijski skakalec Sepp Bradl, kot prvi človek preletel takrat magično mejo 100 metrov in to pred očmi objokanih norvežanov. Skočil je 101,5 metra in postavil nov svetovni rekord, a so mu tabli kjer so objavljali daljave pripisali samo 101 meter, saj je bilo na tabli prostora samo za tri številke. Ta napačna daljava je šla takoj v časopise širom sveta, tako da so jo šele čez leta uradno popravili. S tem dnem se je pravzaprav rodila nova disciplina, smučarski poleti.

### 1938: Kongres v Helsinkih prizna polete
Leta 1938 je Sepp Bradl z 107 metri še drugič izboljšal svetovni rekord. Tega leta je namesto Bloudka, ki ni hotel ali upal zagovarjati svojih načrtov, na kongres FIS v Helsinki odšel kar Joso Gorec, ki se je z FIS ostro pogajal da uradno priznajo polete kot novo disciplino, vendar so bili vodilni možje zelo proti temu. Na srečo je imel močno podpora moža kot je Sir Arnold Lunn, avtor pravil sodobnega slaloma in smuka in ki je dejal da tekmovanj v poletih nikakor ne bodo mogli preprečiti. Lunn je imel tudi sam probleme z FIS, pri priznanju slaloma in smuka. Gorec je opozoril FIS, da še zmeraj niso sprejeli pravilnika za skakalnice večje od 80 metrov. Pri tej pobudi se je Gorcu pridružil in ga podprl tudi Reinhard Straumann. FIS je tako končno dovolila in priznala polete, vendar le v študijske namene.
27. februarja 1938 je bila v okviru tekmovanja First Annual Southern California Open Ski Meet, izvedena tekma pod umetnimi lučmi na umetno zgrajeni skakalnici na ameriškem stadionu Los Angeles Memorial Coliseum. Tekmo si je ogledalo kar 88.000 gledalcev. To je do zdaj edina skakalna tekma v zgodovini, ki so jo izvedli na nogometnem stadionu.

### 1949: Windisch tehnika
Windisch tehniko je leta 1949 izumil nemški skakalec Erich Windisch. Šlo je za modifikacijo Kongsbergerjeve tehnike z boljšo aerodinamiko, saj so bile roke namesto nazaj bliže bokom, zgornji del telesa pa še zmeraj upognjen.

### 1953: Novoletna turneja
Prestižna avstrijsko/nemška Novoletna turneja (original: Vierschanzentournee) je bila prvič organizirana 1. januarja 1953 v Garmisch-Partenkirchnu. Legendarni avstrijski skakalec Sepp Bradl je osvojil prvo turnejo.

### 1954: Premiera na plastiki
Plastično podlago je izumil vzhodnonemški skakalec jumper Hans Renner. Prvi poizkusni skoki brez publike so bili sicer izvedeni že 31. oktobra 1954 na skakalnici »Regenbergschanze« v vzhodnonemškem mestu Zella-Mehlis. Prvo uradno tekmo na plastiki pa so pred 15,000 glavo množico, izvedli 21. novemra 1954 na skakalnici »Wadeberg Jugendschanze K40« v Oberhofu in tako je ta postala prva skakalnica na svetu s plastično maso. Le ta je bila povsem na novo zgrajena tik zraven stare skakalnice »Thüringenschanze«. Vzhodnonemški skakalec Werner Lesser je z 41 in 42 metri postavil prva dva svetovna rekorda na plastiki.
Nekje sredi 1950ih let je švicarski skakalec Andreas Däscher, izumil paralelno tehniko Däscher, ki je bila modifikacija prehodnic tehnik Kongsberger in Windisch.
Ta se je od tehnike Windisch razlikovala v tem, da zgornji del telesa v bokih ni bil več upognjen, ampak povsem zravnan, kar je omogočalo bolj plosko in aerodinamično pozicijo v zraku. Ta slog je postal in ostal standard skakalne tehnike vse dokler se ni uveljavil V-slog. V 1980ih se je pojavila variacija Däscher tehnike, v kateri so bile smuči usmerjene diagonalno v eno stran, da bi s tem povečali zračno blazino, kar je sčasoma vodilo v izvajanje polovičnega V-sloga.
V 1950ih je povsem novozgrajena letalnica Heini-Klopfer-Skiflugschanze v Oberstdorfu, celotno desetletje in še dlje, s kar nekaj svetovnimi rekordi neprenehoma držala primat največje skakalnice na svetu.

### 1956: Prvi prenos v zgodovini
Nemška javna televizija ARD, je na novega leta dan leta 1956 iz Turneje štirih skakalnic v Garmisch-Partenkirchnu v širni svet, kot prva v zgodovini, sproducirala prenos kakršnekoli tekme v smučarskih skokih.

### 1962: K.O.P., računalniško merjenje daljav
Leta 1962 je bilo združenje K.O.P. (Kulm-Oberstdorf-Planica), takrat na pobudo Danila Dougana ustanovljeno v Ljubljani. Šlo je za združenje vseh treh letalnic, ki so takrat obstajale v svetu. Vikersund, Copper Peak in Harrachov so se pridružili kasneje. Tehnologija je vstopila tudi v skoke, tega leta so za merjenje daljav prvič začeli uporabljati računalniško tehnologijo. Pred tem so merili samo ročno.

### 1966: Vikersundbakken postane letalnica
Leta 1936 je bila skakalnica Vikersundbakken na Norveškem zgrajena kot velika skakalnica. Leta 1966 ko so napravo povsem obnovili in močno povečali, je bila prekategorizirana v letalnico. In takoj z dvema svetovnima rekordoma.

### 1969: Mirosław Graf izumil V-slog
Poljski skakalec Mirosław Graf, ki prihaja iz kraja Szklarska Poręba je znan kot izumitelj V-sloga. Zgodaj leta 1969 je Graf kot majhen fantič, med skakanjem s prijatelji prvič široko razprl smuči, a ga takrat nobeden ni resno jemal. Ugotovil je, da je V-slog zelo učinkovit in da prinaša večje daljave kot paralelni slog.
Leta 1969 so v Planici odprli slovito Letalnico bratov Gorišek, ki se đo danes ponaša z največ svetovnimi rekordi izmed vseh skakalnic in prvim poletom preko 200 metrov. Na otvoritvenem tednu poletov se je zbralo 90,000 ljudi.

### 1972: Prvo svetovno prvenstvo v poletih
Prvo Svetovno prvenstvo v smučarskih poletih so organizirali leta 1972 v Planici, kar so odločili eno leto prej na kongresu Mednarodne smučarske organizacije v Opatiji. Uvedli so nov format s štirimi serijami v dveh dneh, dve na dan, saj so vkalkulirali možnost vetra in odpadlih serij. Točno to se je zgodilo že na prvem prvenstvu, ko so zaradi vetra izpeljali le dve od štirih serij. Za končni naslov pa je dovolj že ena veljavna serija.

### 1979: Ustanovitev svetovnega pokala
Svetovni pokal v smučarskih skokih s premierno tekmo v sezoni 1979/80, je ustanovil nekdanji norveški skakalec Torbjørn Yggeseth, ki je bil prvih trinajst sezon tudi direktor tega tekmovanja. Prva tekma je bila organizirana  27. decembra 1979 na srednji olimpijski skakalnici v italijanski Cortini d'Ampezzo. Avstrijski skakalec Toni Innauer je postal prvi zmagovalec tekme za svetovni pokal.

### 1982: Prva uradna ekipna tekma
Prva uradna moška ekipna tekma je bila organizirana na Svetovnem prvenstvu v nordijskem smučanju 1982 v Oslu. Zmagala je ekipa Norveške postavi: Johan Sætre, Per Bergerud, Ole Bremseth, Olav Hansson. Prva ekipna tekma sploh je bila sicer organizirana še štiri leta prej na Svetovnem prvenstvu v nordijskem smučanju 1978 v Lahtiju, a zgolj kot neuradna demonstracijska tekma, ki ni štela za medalje.

### 1986: Yggeseth uvede pravilo 191 m
Leta 1986 je takratni direktor in ustanovitelj svetovnega pokala Torbjørn Yggeseth, za letalnice uvedel nesmiselno uporabo pravila 191 metrov. Za ta korak se je odločil, ko je Matti Nykänen leto prej v Planici postavil svetovni rekord 191 metrov. Takrat so bili Norvežani sila ljubosumni na Planico in nikakor niso prenesli, da jih šolamo v njihovem športu. Z izgovorom, da so poleti postali prenevarni in da se mora lov na daljave končati, so pri mednarodni smučarski organizaciji in norveški zvezi, namenoma hoteli zavreti Planico in sam razvoj smučarskih poletov. Zato je pravilo 191 metrov pomenilo to, da daljših poletov od te daljave enostavno niso točkovali. Čez osem let so potem to neumno pravilo na kongresu v Rio de Janeiro ukinili.

### 1990: Uvedli so kvalifikacije
Kvalifikacije v svetovnem pokalu so prvič uvedli v sezoni 1990/91, zato da bi omejili število skakalcev, ki jih je bilo včasih na tekmi preko sto in se je preveč vleklo. In zaradi televizijskih prenosov, ki potrebujejo nornalen časovni okvir.

### 1993: Nov sistem točkovanja
Po orignalnem sistemu točkovanja v svetovnem pokalu, ki je bil v uporabi prvih štirinajst sezon, so 11. decembra 1993 na tekmi v Planici prvič uporabili nov sistem točkovanja, ki je v uporabi še danes.

### 1994: Nieminen prvi preko 200 metrov
17. marca 1994, je bila na 13. svetovnem prvenstvu v poletih na Letalnici bratov Gorišek v Planici, na sporedu prva uradna serija za trening. Najprej je sicer Andreas Goldberger kot prvi v zgodovini preletel dvesto metrov, a pri tem z roko pri 202 metrih podrsal po snegu, tako da rekord ni bil veljaven. Samo nekaj minut kasneje je Toni Nieminen pri 203 metrih obstal na nogah in uradno postal prvi zemljan, ki je preletel magično mejo dvesto metrov.
Po osmih letih neumne uporabe pravila 191 metrov, ki ni točovalo daljših poletov od tega in z nesmiselnim zaviralo normalen razvoj poletov, ga je leta 1994 Mednarodna smučarska organizacija ukinila na kongresu v Rio de Janeiro.
Od leta 1994 naprej poteka Poletni Grand Prix, najvišji rang tekmovanja na plastiki. Prvo tekmo so izvedli premiered on 28. avgusta 1994 v nemškem Hinterzartnu. Zmagovalec prve tekme za Grand Prix je postal Takanobu Okabe.

### 1996: K.O. sistem novoletne turneje
K.O. (knock out) sistem so prvič uporabili na novoletni turneji v sezoni 1996/97. To pomeni da se najboljših 50 tekmovalcev iz kvalifikacij, v prvi seriji tekmovanja pomeri v 25 parih, ki tekmujejo eden proti drugemu po sistemu izločanja. V finalno serijo napreduje skupaj 30 tekmovalcev: vseh 25 zmagovalev dvobojev med pari in 5 srečnih poražencev po točkah. Pari tekmujejo po sistem najboljši proti najslabšemu glede izidu v kvalifikacijah, torej: 25 vs 26, 24 vs 27, 23 vs 28... 2 vs 49 in 1 vs 50. V finalni seriji tekmujejo po starem sistemu od tridesetega proti prvemu mestu. Ta sistem se uporablja samo in izključno na novoletni turneji, vsa ostala tekmovanja uporabljajo star klasičen sistem tekmovanja.
Sicer pa niso bili na novoletni turneji prvi, ki so preizkusili ta sistem na izločanje parov. Pionirji tega so bili v Velenju, ki so ta sistem preizkusili že nekaj let pred na tekmi za Rudarsko svetilko.

### 2002: Hannawald dosegel poker zmag
Nemški skakalec Sven Hannawald je v sezoni 2001/02 zmagal prestižno in jubilejno 50. izdajo novoletne turneje in to s pokrom zmag na vseh štirih skakalnicah. Ta naslov si deli z Kamilom Stochom, ki je to dosegel v sezoni 2017/2018.

### 2010: Faktor vetra in zaleta
Faktor vetra in zaletnega mesta sta bila uvedena 30. januarja 2010, na ekipni tekmi svetovnega v poletih na letalnici Heini-Klopfer-Skiflugschanze v nemškem Oberstdorfu Zmagala je ekipa Avstrije.
Peter Slatnar je izumil revolucionarne vezi s kovinskim zatičem, namesto tistih z vrvico. Prvi jih je na olimpijskih igrah 2010 uporabil Simon Ammann in z njimi postal dvakratni olimpijski prvak. Danes jih uporabljajo vsi.

### 2012: Premiera mešanih ekip
Prva mešana ekipna tekma v zgodovini, pravzaprav je bila to tekma mešanih parov, je bila organizirana 15. junija 2012 na Slovenskem, na skakalnicah v ljubljanskem Mostecu. Mešani pari so tekmovali na štirih različnih skakalnicah velikosti: HS14, HS23, HS38 in HS62 po sistemu vsak par z vsakim na izpadanje. Slovenski par Maja Vtič in Tomaž Naglič sta postala prva zmagovalca te zgodovinske tekme.
Prva mešana ekipna tekma s štirimi skakalci, po dva moška in dve ženski, je bila organizirana na poletnem grand prixu 2012, na srednji olimpijski skakalnici v fancoskem Courchevelu. Zmagala je ekipa Japonske.
Prva mešana ekipna tekma za svetovni pokal je bila organizirana na srednji olimpijski skakalnici v norveškem Lillehammerju. Zmagala je ekipa Norveške.

### 2016: Leto mnogih presežnikov
18. februarja 2016 sta slovenska skakalca Rok Urbanc in Jaka Rus na nekoliko daljših smučeh, na otroški skakalnici HS45 v Planici, ter z 35 metrom dolgim skokom izvedla prvi tandem skok v zgodovini.
Noriaki Kasai je v Planici 2016, nastopil že na svoji 500. posamični tekmi svetovnega pokala. Peter Prevc je podrl rekord v eni sezoni svetovnega pokala za največ zmag, stopničk in število točk v skupnem seštevku.
V letu 2016 sta dva proizvajalca prenehala izdelovati smuči, nadomestili pa ju dve novi podjetji: nemško podjetje Verivox je nadomestilo smuči Fluege.de, Elan pa so nadomestile Slatnarjeve smuči.
Slovensko podjetje je izumilo z LED lučmi osvetljeno zaletno smučino, ki je bilo prvič predstavljeno javnosti na jesenskem kongresu Mednarodne smučarske organizacije 2016 v Zürichu. Prvič so to tehnologijo uporabili 17. decembra 2016 na popolnoma novem zaletišču prenovljene skakalnice, na nočni tekmi svetovnega pokala v Engelbergu.

### 2017: Premiera turneje Raw Air
28. januarja 2017 so v Wilingenu prvič v zgodovini svetovnega pokala na ekipni tekmi nastopili trije bratje. To so bratje Prevc: Domen, Cene in Peter. Za reprezentanco Slovenije so nastopili skupaj z Jurijem Tepešem.
26. februarja 2017 je Fatih İpcioğlu v Lahtiju nastopil na srednji napravi na Svetovnem prvenstvu v nordijskem smučanju 2017 in s tem postav prvi turek v zgodovini, oziroma nasploh prvi turek ki je nastopil na svetovnem prvenstvu oziroma na najvišji ravni tekmovanja.
Prva izvedba novo ustanovljene norveške turneje Raw Air, bo na sporedu med 10.–19. marecem 2017 na štirih različnih skakalnicah: Oslo, Lillehammer, Trondheim in Vikersund. Turneja bo potekala 10 dni brez prestanka, na kateri se bo v končni rezultat štelo skupaj kar 16 serij: 8 serij iz štirih posamičnih tekem, 4 serije iz dveh ekipnih tekem in vse 4 kvalifikacijske serije. Kvalifikacijska serija se imenuje prolog, prav tako bosta v skupni seštevek šteli tudi obe ekipni tekmi z dvakrat po dvema serijama. Tekmovanje bo za prve tri v skupnem seštevku imelo na voljo denarni sklad v skupni višini €100 tisoč: za skupno zmago €60 tisoč, za drugo mesto €30 tisoč in za tretje mesto €10 tisoč.

## Planica: skoki na Slovenskem
Leta 1921 smo dobili prvo skakalnico v Bohinju in takrat je Jože Pogačar z 9 metri postavil prvi slovenski in hkrati jugoslovanski državni rekord.
Leta 1934 je Slovenija predvsem po zaslugi Josa Gorca dobila mamutsko Bloudkovo velikanko, ki je bila med letoma 1934 in 1950 največja na svetu. Na njej je bilo doseženih skupaj 13 svetovnih rekordov, ter leta 1936 prvi skok v zgodovini preko 100 metrov. Njen prvotni konstruktor Ivan Rožman je leta 1934 v Planici izumil snežni cement. Njegovo delo je nadaljeval Stanko Bloudek. Leta 1969 so v Planici odprli še Letalnico bratov Gorišek, ki sta jo skonstruirala brata Lado in Janez Gorišek. Na njej je bilo postavljenih 28 svetovnih rekordov in leta 1994 še prvi polet v zgodovini preko 200 metrov. Planica velja za svetovno zibelko poletov in je za Slovence pravi športni praznik, saj vsako leto naštejejo skupaj okrog 100.000 gledalcev. V Planici je bil sicer pred kratkim zgrajen eden najbolj sodobnih nordijskih centrov na svetu, v okviru katerega so zgrajene tako skakalnice za otroke in začetnike do letalnice.
Planica ni edini slovenski center za trening smučarskih skokov. V Kranju se nahaja tudi manjši skakalni center, kjer je najnovejša pridobitev ledena smučina. Pred tem se je trening med letom izvajal na umetni smučini. Drugi večji centri v državi se nahajajo na Ljubnem ob Savinji, v Mislinji, Kranju in Velenju.
V Sloveniji imamo tudi več skakalnih klubov, najbolj znan je smučarski klub Triglav iz Kranja, ki velja za enega najboljših na svetu in v katerega je včlanjen tudi Peter Prevc in še nekaj znanih slovenskih skakalcev.
Slovenija je dala celo vrsto skakalnih legend: Rudi Finžgar, Janez Polda, Jože Šlibar, Peter Štefančič, Bogdan Norčič, Primož Ulaga, Matjaž Debelak, Franci Petek, Primož Peterka, Robert Kranjec, Peter Prevc in Domen Prevc.

## Poletni skoki na plastiki
Od leta 1954 je možno skakati tudi čez poletje oziroma čez celo leto. Zaletišče je iz porcelana,doskočišče pa iz plastičnih vlaken, ki jih je zaradi drsnosti potrebno polivati z vodo. Seveda niso vse skakalnice pokrite s plastiko, še posebej ne letalnice, izjema bo v prihodnje le ameriški Copper Peak. Veliko tekmovanj poteka tudi čez poletje, na najvišji ravni je to Poletna velika nagrada v smučarskih skokih ali poletni Grand Prix, ki poteka od leta 1994 naprej.
Ruski skakalec Dimitrij Vasiljev je trenutni poletni svetovni rekord na plastiki. Na ruskem državnem prvenstvu v Sočiju, je 15. oktobra 2016 skočil 147,5 metra.

## Tehnika skakanja
Vsak skok je sestavljen iz štirih sklopov: spust po zaletu, odskok, let in vožnja v iztek. Skakalec se mora na treningu posvetiti vsakemu posebej, da bi lahko dosegel dobil čimvečje daljave in karseda dobre sodniške ocene.
Takoj po prvi svetovni vojni se je pojavila tehnika Kongsberg, leta 1949 pa tehnika Windisch. Do sredine 1950ih ko švicarski skakalec Andreas Däscher izumil paralelno tehniko Däscher kot nadgradnja prejšnjih dveh tehnik, ki je bila standard vse do začetka 1990ih. Ta tehnika je pomenila revolucijo, saj so potem roke začeli držati nazaj ob boke, za razliko od prej ko so jih imeli naprej.
Za iznajditelja V-sloga velja poljski skakalec Mirosław Graf, ki je to tehniko kot otrok odkril leta 1969. V današnjem obdobju smučarskih skokov se uporablja V-tehnika, ki sta jo v drugi polovici 1980ih popularizirala Jan Boklöv in Jiří Malec. Na tekmah svetovnega pokala sta dosegala 10 metrov daljše skoke, kot so jih skakalci v klasični, vzporedni tehniki. Na tekmah so mu sicer odbijali točke, saj sta bila edina, ki sta nastopala v tej tehniki. Šele po njegovi zmagi v sezoni 1988/89 so V-tehniko začeli uporabljati tudi drugi skakalci.
Za dobre ocene mora skakalec pristati v telemark, z eno nogo naprej pred drugo, sicer mu sodniki za sonožni doskok odbijejo precej več točk.

## Tekmovanja
Vsa tekmovanja v smučarskih skokih se odvijajo pod okriljem Mednarodne smučarske orgranizacije:

### Srednja skakalnica
Zelo malo tekem na srednjih napravah v svetovnem pokalu za moške, a večinoma v ženskem. So pa tradicionalno zasidrane na Olimpijskih igrah in Nordijskih svetovnih prvenstvih. Dosegajo se daljave do 110 metrov.

### Velika skakalnica
Večina tekem na velikih napravah v svetovnem pokalu za moške, a redko pri ženskah. So trdno zasidrane na Olimpijskih igrah in Nordijskih svetovnih prvenstvih. Dosegajo se daljave do 150 metrov.

### Letalnica
Obstajajo samo moška tekmovanja na Svetovnih prvenstvih v poletih in v Svetovnem pokalu. Treningi niso mogoči. Do zdaj je letelo samo šest žensk. Dosegajo se daljave preko 240 metrov.

### Razvrščeno po pomembnosti
| Uvr. | Tekmovanje                               | Poteka od   | Poteka od |
| Uvr. | Tekmovanje                               | Moški       | Ženske    |
| ---- | ---------------------------------------- | ----------- | --------- |
| 1    | Zimske olimpijske igre                   | 1924        | 2014      |
| 2    | Svetovni prvenstvo v nordijskem smučanju | 1925        | 2009      |
| 3    | Svetovno prvenstvo v smučarskih poletih  | 1972        | N/A       |
| 4    | Svetovni pokal                           | 1979        | 2011      |
| 5    | Poletni Grand Prix                       | 1994        | 2012      |
| 6    | Celinski pokal                           | (1991) 1993 | 2004      |
| 7    | FIS pokal                                | 2005        | 2012      |
| 8    | FIS tekme                                | 1953        | 1999      |
| 9    | Alpski pokal                             | 1990        | 2001      |

### Klasifikacija skakalnic
| Klasifikacija        | Koda | Kalkulacijska točka (K-točka) | Velikost skakalnice (HS) |
| -------------------- | ---- | ----------------------------- | ------------------------ |
| Otroška skakalnica   | OS   | ≤44                           | ≤49                      |
| Mladinska skakalnica | MS   | 45–74                         | 50–84                    |
| Srednja skakalnica   | SS   | 75–99                         | 85–109                   |
| Velika skakalnica    | VS   | 100–169                       | 110–184                  |
| Letalnica            | LE   | ≥170                          | ≥185                     |

## Točkovanje in pravila

### Oprema
Smučke za skakanje morajo biti široke 9-10 centimetrov in dolge od 240 do 270 centimetrov. Vsi skakalci od leta 2010 uporabljajo revolucionarne Slatnarjeve avtomate iz karbonskih vlaken z ukrivljenim kovinskim zatičem. Na vidiku pa so tudi povsem novi revolucionarni čevlji, ki jih prav tako razvija Peter Slatnar in bodo nadomestili sedanje, ki se niso prav nič spremenili že od 1950ih let.

### Dreszaleti
Aerodinamika je postala pomemben dejavnik v modernem skakanju, tako da zadnje čase kar naprej spreminjajo in bolj kot ne zaostrujejo pravila pri velikosti dresov. Ti morajo biti po novem skorajda povsem tesni in v pasu stisnjeni s posebnim trakom, da si skakalci tik pred skokom ne morejo potegniti dresa navzdol in na nedovoljen način izkoriščevati aerodinamike. Za kako pomemben kos opreme gre pove koliko diskvalifikacij se zgodi zaradi napačnega dresa.

### Indeks telesne mase
Skakalci, ki tehtajo manj kot je minimalno določen indeks telesne mase v času tekme, so kaznovani s krajšimi smučmi, saj te zmanjšujejo plovnost v zraku. Pravila so uvedli zaradi ekstremnih primerov, kot na primer Sven Hannawald, ki so bili povsem shujšani, da bi bili čim lažji in tako v zraku in tako čim daljše daljave.

### Naletno mesto
Dviganje in spuščanje zaletišča glede na jakost in smer vetra, se izravna pomeni točkovno kompenzacijo. Aerodinamika in zaletna hitrost sta pomembna faktorja, ki determinirata vrednost skoka in če se vremenski med tekmo močno spreminjajo, pogoji za vse niso enaki in pravični. Skakalec tako dobi dodatne točke če se zaletišče zniža in minus točke če se zaletišče zviša glede na prvotno določeno zaletno mesto pred tekmo.

### Faktor vetra
Faktor vetra se meri z zapleteno računalniško aplikacijo in se glede na jakost in smer vetra izravna s točkovno kompenzacijo. Če piha vzgornik se točke odštevajo odvisno kako močan je veter in obratno se prištevajo če piha v hrbet. Hitrost in smer vetra se računa povprečno na petih točkah doskočišča skakalnice, glede na določen koridor veter pred tekmo. Da vse skupaj ne bi bilo preveč zapleteno za gledalce, se z lasersko zeleno črto na doskočišču določi daljava, da vedo tako tekmovalec kot gledalci, kam mora skočiti da prevzame prvo mesto.

### Daljave
Zmagovalec tekme je določen po sistemu točkovanja, ki je podan glede na daljavo in slog skoka. Vsaka skakalnica ima t. i. kalkulacijsko (predvideno) točko, (tudi K-točko). Ta pokaže velikost skakalnice oz. predviden povprečen skok skakalca. Na skakalnicah s K90 in K120 je točka pri 90 oziroma 120 metrov. Skakalec, ki pristane na to točko je nagrajen s 60 točkami, za vsak meter manj/več od točke, skakalec dobi manj/več kot 60 točk. Tako dobi za srednje skakalnice 2,0 točke na meter, za velike skakalnice 1,8 točke na meter in za letalnice 1,2 točki na meter odbitka ali pribitika. Primer izračuna za srednje in velike skakalnice ter letalnice:
| Dolžina | Izračun (K90)         | Točke |
| ------- | --------------------- | ----- |
| 100 m   | 60 + (100 − 90) x 2.0 | 80.0  |

| Dolžina | Izračun (K120)         | Točke |
| ------- | ---------------------- | ----- |
| 140 m   | 60 + (140 − 120) x 1.8 | 96.0  |

| Dolžina | Izračun (K200)          | Točke |
| ------- | ----------------------- | ----- |
| 238 m   | 120 + (238 − 200) x 1.2 | 165.6 |

### Sodniške ocene
Temu se doda še ocena petih sodnikov, ki vsak skok spremljajo na stolpu v bližini K-točke. Skakalca nagradijo z največ 20 točkami, ki jih pridobi glede na: položaj smuči med letom, ravnotežja med letom, položaja telesa in pristanka (t. i. pristanek v telemark). Nato se združi seštevek točk daljave in sloga, ki jih podajo trije sodniki, najboljša in najslabša ocena pa se ne upoštevata. Na posameznih tekmah se upoštevajo seštevki točk, doseženih v obeh serijah tekmovanja. Skakalec, ki doseže največji izkupiček točk, je zmagovalec tekme. Doslej je bilo samo desetkrat v zgodovini dosežena ocena petkrat dvajset. Primer izračuna sodniških ocen, rumena pa označuje najboljšo in najslabšo oceno, ki se izbrišeta:
| Kategorija     | A    | B    | C    | D    | E    | Točke |
| -------------- | ---- | ---- | ---- | ---- | ---- | ----- |
| Let            | 0,5  | 0,5  | 0,5  | 0,0  | 0,5  | 19.0  |
| Pristanek      | 1,5  | 1,0  | 0,5  | 1,5  | 0,5  | 17.0  |
| Vožnja v iztek | 0,5  | 0,0  | 0,0  | 0,0  | 0,0  | 20.0  |
|                |      |      |      |      |      |       |
| Skupaj         | 17,5 | 18,5 | 19,0 | 18,5 | 19,0 | 56,0  |

| Kategorija     | A    | B    | C    | D    | E    | Točke |
| -------------- | ---- | ---- | ---- | ---- | ---- | ----- |
| Let            | 1,5  | 1,5  | 1,5  | 1,0  | 1,5  | 15.5  |
| Pristanek      | 1,5  | 0,5  | 1,0  | 1,0  | 0,5  | 18.0  |
| Vožnja v iztek | 0,5  | 0,5  | 0,0  | 0,0  | 1,0  | 18.5  |
|                |      |      |      |      |      |       |
| Skupaj         | 16,5 | 17,5 | 17,5 | 18,0 | 17,0 | 52,0  |

| Kategorija     | A    | B    | C    | D    | E    | Točke |
| -------------- | ---- | ---- | ---- | ---- | ---- | ----- |
| Let            | 0,0  | 0,0  | 1,5  | 0,0  | 0,5  | 19.5  |
| Pristanek      | 0,5  | 0,0  | 1,0  | 0,5  | 0,5  | 18.5  |
| Vožnja v iztek | 0,5  | 0,0  | 1,5  | 0,5  | 0,5  | 18.5  |
|                |      |      |      |      |      |       |
| Skupaj         | 19,0 | 20,0 | 16,0 | 19,0 | 18,5 | 56,5  |

## Ženske

### 1863: Prvi ženski skok v zgodovini
Takrat šestnasjtletna norveška skakalka Ingrid Olsdatter Vestby, velja za prvo skakalko v zgodovini, ki je leta 1863 nastopila na moški tekmi v Trysil na Norveškem. A daljava in s tem prvi ženski svetovni rekord nista znana.

### 2004: Celinski pokal
Ženske resneje tekmujejo šele prve žesnke sezone celinskega pokala 2004/05. Doslej v tem tekmovanju organizirali edine tri ekipne tekme v zgodovini ženskih skokov.

### 2009: Prvo svetovno prvenstvo
Ženske so na Svetovnem prvenstvu v nordijskem smučanju premierno nastopile leta 2009 v Liberecu s samo eno tekmo na srednji napravi. Prva svetovna prvakinja je postala ameriška skakalka Lindsey Van.

### 2011: Svetovni pokal
Žensk v svetovnem pokalu nastopajo od sezone 2011/12 naprej. Premierno tekmo so izvedli 3. decembra 2011, na srednji napravi v norveškem Lillehammerju. Tako premierno tekmo kot prvi veliki kristalni globus je osvojila ameriška skakalka Sarah Hendrickson. Tekmujejo samo srednjih in velikih skakalnicah, na letalnica pa zaenkrat še ne. Veljajo ista pravila kot pri moških. Predtem so ženske na najvišji ravni tekmovale samo v celinskem pokalu.

### 2014: Prve olimpijske igre
Leta 2006 je Mednarodna smučarska organizacija, da bi dekletom vendarle dovolili prvi nastop na Zimskih olimpijskih igrah 2010 v Vancouvru, a jih je olimpijski komite zavrnil, saj na bi bilo takrat vpetih premalo skakalk in držav.
Skupina 15 skakalk, večinoma ameriška, je kasneje vložila tožbo proti organizacijskemu komiteju olimpijskih iger v Vancouvru, ker naj bi kršil kanadsko deklaracijo pravic in svoboščin, saj so moški imeli pravico nastopa, ženske pa ne. Tožba ni uspela, saj jih je sodnik zavrnil, da ta deklaracija nima nikakršne povezave z olimpijskimi igrami. Virginia Madsen je povedala svojo zgodbo v filmu Fighting Gravity iz leta 2009.
Nov mejnik je bil dosežen kmalu zatem ko so ženski skoki premierno uvrščeni v olimpijsih program Zimskih olimpijskih igrah 2014 v Sočiju, kjer je na edini ženski posamični tekmi na srednji napravi, slavila Carina Vogt.

## Rekordni dosežki
Posodobljeno: 28. februar 2017
| Kategorija                               |                                        | Rekord        |
| ---------------------------------------- | -------------------------------------- | ------------- |
| posamični naslovi                        | Simon Ammann                           | 4             |
| posamične medalje                        | Simon Ammann Matti Nykänen Adam Małysz | 4             |
| vseh medalj                              | Matti Nykänen                          | 5             |
| ekipni naslovi                           | Finska, Nemčija, Avstrija              | 2             |
| ekipne medalje                           | Avstrija                               | 5             |
| najmlajši zmagovalec (Albertville '92)   | Toni Nieminen                          | 16 let, 261 d |
| najstarejši zmagovalec (Lillehammer '94) | Jens Weißflog                          | 29 let, 214 d |
| najstarejši medalist (Sochi '14)         | Noriaki Kasai                          | 41 let, 254 d |
| število vseh nastopov                    | Noriaki Kasai                          | 7             |

| Kategorija                                 |                                          | Rekord        |
| ------------------------------------------ | ---------------------------------------- | ------------- |
| posamični naslovi                          | Adam Małysz                              | 4             |
| posamične medalje                          | Adam Małysz                              | 6             |
| vseh medalj                                | Gregor Schlierenzauer Thomas Morgenstern | 11            |
| ekipni naslovi                             | Avstrija                                 | 9             |
| ekipne medalje                             | Avstrija                                 | 15            |
| najmlajši zmagovalec (Thunder Bay '95)     | Tommy Ingebrigtsen                       | 17 let, 222 d |
| najstarejši zmagovalec (Val de Fiemme '13) | Anders Bardal                            | 30 let, 183 d |
| število vseh nastopov                      | Noriaki Kasai                            | 13            |

| Kategorija                             |                               | Rekord        |
| -------------------------------------- | ----------------------------- | ------------- |
| posamični naslovi                      | Steiner, Hannawald, Ljøkelsøy | 2             |
| posamične medalje                      | Matti Nykänen                 | 5             |
| vseh medalj                            | Janne Ahonen                  | 7             |
| ekipni naslovi                         | Avstrija                      | 3             |
| ekipne medalje                         | Norveška, Finska, Avstrija    | 4             |
| najmlajši zmagovalec (Oberstdorf '08)  | Gregor Schlierenzauer         | 18 let, 47 d  |
| najstarejši zmagovalec (Vikersund '12) | Robert Kranjec                | 30 let, 224 d |
| število vseh nastopov                  | Janne Ahonen, Noriaki Kasai   | 9             |

| Kategorija                                                                           |                              | Rekord  |
| ------------------------------------------------------------------------------------ | ---------------------------- | ------- |
| priv skok na plastiki (Zella-Mehlis; 31/10/1954)                                     | trial jumpers tested plastic | —       |
| prvi uradni skok (Oberhof; 20/11/1954)                                               | Werner Lesser                | 42.0 m  |
| svetovni rekord na plastiki (Sochi '16)                                              | Dimitrij Vasiljev            | 147.5 m |
| prvi skok čez 100 m sploh - padec (PontedLegno,1935)                                 | Olav Ulland                  | 103.5 m |
| prvi skok čez 100 m uradno (Planica, 1936)                                           | Sepp Bradl                   | 101.5 m |
| prvi skok čez 200 m sploh - padec (Planica, 1994)                                    | Andreas Goldberger           | 202.0 m |
| prvi skok čez 200 m uradno (Planica, 1994)                                           | Toni Nieminen                | 203.0 m |
| prvi skok čez 250 m sploh (Vikersund, 2015)                                          | Peter Prevc                  | 250.0 m |
| največ poletov preko 200 m                                                           | Robert Kranjec               | 198     |
| svetovni rekord (Vikersund '15)                                                      | Anders Fannemel              | 251.5 m |
| svetovni rekord s kamero (Planica '15)                                               | Jurij Tepeš                  | 237.5 m |
| svetovni rekord nad 30+ (Vikersund '12)                                              | Robert Kranjec               | 244.0 m |
| svetovni rekord nad 35+ (Vikersund '17)                                              | Noriaki Kasai                | 241.5 m |
| svetovni rekord nad 40+ (Vikersund '17)                                              | Noriaki Kasai                | 241.5 m |
| svetovni rekord nad 45+ (Vikersund ‘17) \|\| Noriaki Kasai \|\| align=center\|241.5m |                              |         |
| svetovni rekord nad 50+ (Vikersund ‘24) \|\| Noriaki Kasai \|\| align=center\|212m   |                              |         |
| mladinski svetovni rekord (Planica '08)                                              | Gregor Schlierenzauer        | 233.5 m |
| najdaljši polet paralelno sploh - padec (Planica '91)                                | André Kiesewetter            | 196.0 m |
| svetovni rekord paraleln (Planica '87, '91)                                          | Piotr Fijas, Ralph Gebstedt  | 194.0 m |
| prva posamična tekma za svetovni pokal                                               | Cortina d'Ampezzo            | 1979    |
| prva posamična tekma za svetovni pokal                                               | Predazzo                     | 1992    |
| prva mešana ekipna tekma sploh (pari)                                                | Mostec, Ljubljana            | 2012    |
| prva mešana ekipna tekma (štirje v ekipi)                                            | Courchevel, Francija         | 2012    |
| prva mešana ekipna tekma za svetovni pokal                                           | Lillehammer                  | 2012    |
| število vseh nastopov na velikih tekmovanjih                                         | Noriaki Kasai                | 27      |
| prvi tandem skok v zgodovini (Planica HS45, 2016)                                    | Rok Urbanc Jaka Rus          | 35 m    |

| Kategorija                                       |               | Rekord        |
| ------------------------------------------------ | ------------- | ------------- |
| skupne zmage                                     | Janne Ahonen  | 5             |
| posamične zmage                                  | Jens Weißflog | 10            |
| najmlajši zmagovalec tekme (Oberstdorf '91)      | Toni Nieminen | 16 let, 212 d |
| najstarejši zmagovalec tekme (Bischofshofen '96) | Jens Weißflog | 31 let, 169 d |
| najmlajši zmagovalec skupno (1991/92)            | Toni Nieminen | 16 let, 220 d |
| najstarejši zmagovalec skupno (1995/96)          | Jens Weißflog | 31 let, 169 d |
| število nastopov                                 | Noriaki Kasai | 26            |

## Najboljši skakalci vseh časov
Lestvica, kjer štejejo samo individualni rezultati, se računa na podlagi sistema ski-database super ranking točkovanja (posodobljeno: 12. marca 2020):
- Olimpijske igre, SP v nordijskem smučanju, SP v smučarskih poletih, Svetovni pokal (zmage, preostali stopnici in uvrstitve od 4-10)
- naslov Novoletne turneje, naslov Raw Air, mali globus v poletih, veliki kristalni globus  in svetovni rekordi

| Uvr.            |                               | Država                    | Točke                 |
| --------------- | ----------------------------- | ------------------------- | --------------------- |
| 1               | Matti Nykänen                 | Finska                    | 229.40                |
| 2               | Adam Małysz                   | Poljska                   | 194.70                |
| 4               | Kamil Stoch                   | Poljska                   | 183.70                |
| 3               | Janne Ahonen                  | Finska                    | 178.40                |
| 5               | Jens Weißflog                 | Vzhodna Nemčija · Nemčija | 171.70                |
| 6               | Gregor Schlierenzauer         | Avstrija                  | 167.10                |
| 7               | Simon Ammann                  | Švica                     | 143.50                |
| 8               | Andreas Goldberger            | Avstrija                  | 137.30                |
| 9               | Stefan Kraft                  | Avstrija                  | 120.00                |
| 10              | Thomas Morgenstern            | Avstrija                  | 118.30                |
| 11              | Martin Schmitt                | Nemčija                   | 109.00                |
| 12              | Peter Prevc                   | Slovenija                 | 103.60                |
| 13              | Armin Kogler                  | Avstrija                  | 76.95                 |
| 14              | Espen Bredesen                | Norveška                  | 76.70                 |
| 15              | Andreas Felder                | Avstrija                  | 75.90                 |
| 16              | Kazuyoshi Funaki              | Japonska                  | 73.40                 |
| 17              | Sven Hannawald                | Nemčija                   | 73.00                 |
| 18              | Severin Freund                | Nemčija                   | 69.90                 |
| 19              | Primož Peterka                | Slovenija                 | 69.00                 |
| 20              | Rjoju Kobajaši                | Japonska                  | 64.30                 |
| 21              | Noriaki Kasai                 | Japonska                  | 60.80                 |
| 22              | Toni Nieminen                 | Finska                    | 57.50                 |
| 23              | Matti Hautamäki               | Finska                    | 56.70                 |
| 24              | Andreas Widhölzl              | Avstrija                  | 53.30                 |
|                 |                               |                           |                       |
| P I O N I R J I | Bjørn Wirkola                 | Norveška                  | 50.25                 |
| P I O N I R J I | Toni Innauer                  | Avstrija                  | 40.80                 |
| P I O N I R J I | Birger Ruud                   | Norveška                  | 35.95                 |
| P I O N I R J I | Jiří Raška                    | Češkoslovaška             | 28.75                 |
| P I O N I R J I | Walter Steiner                | Švica                     | 20.70                 |
| P I O N I R J I | Sepp Bradl (prvi preko 100 m) | Tretji rajh · Avstrija    | 20.20                 |
| P I O N I R J I | Sigmund Ruud (Kongsberg)      | Norveška                  | 16.90                 |
| P I O N I R J I |                               |                           |                       |
| P I O N I R J I | Olaf Rye (1808)               | Norveška · Danska         | prvi skok v zgodovini |
| P I O N I R J I | Sondre Norheim (1868)         | Norveška                  | telemark              |
| P I O N I R J I | Mirosław Graf (1969)          | Poljska                   | V-slog                |

| Uvr.                 |                                | Država           | Točke                 |
| -------------------- | ------------------------------ | ---------------- | --------------------- |
| 1                    | Sara Takanaši                  | Japonska         | 132.80                |
| 2                    | Daniela Iraschko-Stolz         | Avstrija         | 62.30                 |
| 3                    | Maren Lundby                   | Norway           | 47.70                 |
| 4                    | Sarah Hendrickson              | ZDA              | 41.00                 |
| 5                    | Carina Vogt                    | Nemčija          | 34.90                 |
| 6                    | Eva Ganster                    | Avstrija         | 27.00                 |
| 7                    | Juki Ito                       | Japan            | 20.50                 |
| 8                    | Katharina Althaus              | Germany          | 16.20                 |
| 9                    | Anita Wold                     | Norveška         | 15.00                 |
| 10                   | Johanne Kolstad                | Norveška         | 12.00                 |
| 11                   | Hilda Stang                    | Norveška         | 9.00                  |
|                      |                                |                  |                       |
|                      | Ingrid Olsdatter Vestby (1863) | Norway           | prvi skok v zgodovini |
| Tiina Lehtola (1981) | Finland                        | prva preko 100 m |                       |

|                                       | Zlato            | Srebro | Bron   | 4.–10. |
| ------------------------------------- | ---------------- | ------ | ------ | ------ |
| Olimpijske igre (1924–1980)           | 7                | 2.8    | 1.4    | 0.25   |
| Olimpijske igre (1984–danes)          | 15               | 6      | 3      | 0.5    |
|                                       |                  |        |        |        |
| SP v nordijskem smučanju (1931–1980)  | 4                | 1.15   | 0.75   | 0.1    |
| SP v nordijskem smučanju (1982–danes) | 8                | 3      | 1.5    | 0.2    |
|                                       |                  |        |        |        |
| SP v poletih                          | 6                | 2      | 1      | 0.1    |
|                                       |                  |        |        |        |
|                                       | Zmaga            | Drugi  | Tretji | 4.–10. |
| Svetovni pokal                        | 1                | 0.3    | 0.2    | 0.1    |
|                                       |                  |        |        |        |
|                                       | Kristalni globus |        |        |        |
| Svetovni pokal skupno (veliki)        | 15               | 15     | 15     | 15     |
| Svetovni pokal v poletih (mali)       | 5                | 5      | 5      | 5      |
|                                       |                  |        |        |        |
|                                       | Ostalo           |        |        |        |
| Novoletna turneja skupno              | 10               | 10     | 10     | 10     |
| Raw Air skupno                        | 7                | 7      | 7      | 7      |
| Svetovni rekord                       | 3                | 3      | 3      | 3      |

## Mejniki

### Moški
| Prvi skok                         | Datum      |                    | Država            | Skakalnica                      | Kraj                               | Metri |
| --------------------------------- | ---------- | ------------------ | ----------------- | ------------------------------- | ---------------------------------- | ----- |
| v zgodovini                       | 22/11/1808 | Olaf Rye           | Norveška · Danska | Cerkev pri Eidsbergu            | Eidsberg, Norveška                 | 9.5   |
| čez 50 metrov sploh               | 16/02/1913 | Ragnar Omtvedt     | ZDA               | Wolverine Hill                  | Ironwood, Michigan, ZDA            | 51.5  |
|                                   |            |                    |                   |                                 |                                    |       |
| čez 100 metrov sploh (padec)      | 17/03/1935 | Olav Ulland        | Norveška          | Trampolino Gigante Corno d'Aola | Ponte di Legno, Kraljevina Italija | 103.5 |
|                                   |            |                    |                   |                                 |                                    |       |
| čez 100 metrov uradno (pristanek) | 15/03/1936 | Sepp Bradl         | Avstrija          | Bloudkova velikanka             | Planica, Kraljevina Jugoslavija    | 101.5 |
| čez 150 metrov sploh              | 11/02/1967 | Lars Grini         | Norveška          | Heini-Klopfer-Skiflugschanze    | Oberstdorf, Zahodna Nemčija        | 150.0 |
|                                   |            |                    |                   |                                 |                                    |       |
| čez 200 metrov sploh (padec)      | 17/03/1994 | Andreas Goldberger | Avstrija          | Velikanka bratov Gorišek        | Planica, Slovenija                 | 202.0 |
|                                   |            |                    |                   |                                 |                                    |       |
| čez 200 metrov uradno (pristanek) | 17/03/1994 | Toni Nieminen      | Finska            | Velikanka bratov Gorišek        | Planica, Slovenija                 | 203.0 |
| čez 250 metrov uradno (pristanek) | 14/02/2015 | Peter Prevc        | Slovenija         | Vikersundbakken                 | Vikersund, Norveška                | 250.0 |

### Ženske
| Prvi skok            | Datum      |                         | Država   | Skakalnica    | Kraj                               | Metri    |
| -------------------- | ---------- | ----------------------- | -------- | ------------- | ---------------------------------- | -------- |
| v zgodovini          | __/01/1863 | Ingrid Olsdatter Vestby | Norveška | Nordbybakken  | Trysil, Norveška                   | ni znano |
| čez 50 metrov sploh  | __/__/1932 | Johanne Kolstad         | Norveška | Gråkallbakken | Trondheim, Norveška                | 62.0     |
| čez 100 metrov sploh | 29/03/1981 | Tiina Lehtola           | Finska   | Rukatunturi   | Kuusamo, Finska                    | 110.0    |
| čez 150 metrov sploh | 05/02/1994 | Eva Ganster             | Avstrija | Kulm          | Tauplitz/Bad Mitterndorf, Avstrija | 161.0    |
| čez 200 metrov sploh | 29/01/2003 | Daniela Iraschko        | Avstrija | Kulm          | Tauplitz/Bad Mitterndorf, Avstrija | 200.0    |

### Tandem
| Prvi skok   | Datum      |                     | Država                | Skakalnica                    | Kraj               | Metri |
| ----------- | ---------- | ------------------- | --------------------- | ----------------------------- | ------------------ | ----- |
| v zgodovini | 18/02/2016 | Rok Urbanc Jaka Rus | Slovenija · Slovenija | Nordijski center Planica HS45 | Planica, Slovenija | 35.0  |

## Skoki z oceno 5 x 20
Seznam vseh skokov, katerim so sodniki za slog dodelili ocene z maksimalnim izkupičkom 5 x 20. Kazujoši Funaki (dvakrat), Sven Hannawald in Wolfgang Loitzl so dobili ocene 4x20 (plus enkrat 19.5) za drugi skok in skupaj 9 x 20 znotraj ene tekme. Kazujoši Funaki je edini skakalec doslej, ki je to oceno prejel več kot enkrat, skupaj kar štirikrat. Do zdaj je samo sedem različnih skakalcev skupno desetkrat doseglo vseh pet dvajsetic:
| Št. | Datum      |                   | Uvr. | Skakalnica                               | Kraj          | Tekmovanje                                 | Metri |
| --- | ---------- | ----------------- | ---- | ---------------------------------------- | ------------- | ------------------------------------------ | ----- |
| 1   | 07/03/1976 | Anton Innauer     | 1.   | Heini-Klopfer-Skiflugschanze K175        | Oberstdorf    | KOP Mednarodni teden smučarskih poletov    | 176.0 |
| 2   | 24/01/1998 | Kazujoši Funaki   | 2.   | Heini-Klopfer-Skiflugschanze K185        | Oberstdorf    | Svetovni pokal 1997/98 / SP v poletih 1998 | 187.5 |
| 3   | 25/01/1998 | Kazujoši Funaki   | 1.   | Heini-Klopfer-Skiflugschanze K185        | Oberstdorf    | Svetovni pokal 1997/98 / SP v poletih 1998 | 205.5 |
| 4   | 15/02/1998 | Kazujoši Funaki   | 1.   | Hakuba K120                              | Nagano        | Zimske olimpijske igre 1998                | 132.5 |
| 5   | 17/01/1999 | Kazujoši Funaki   | 2.   | Wielka Krokiew K116                      | Zakopane      | Svetovni pokal 1998/99                     | 119.0 |
| 6   | 08/02/2003 | Sven Hannawald    | 1.   | Mühlenkopfschanze K130                   | Willingen     | Svetovni pokal 2002/03                     | 142.0 |
| 7   | 08/02/2003 | Hideharu Mijahira | 6.   | Mühlenkopfschanze K130                   | Willingen     | Svetovni pokal 2002/03                     | 135.5 |
| 8   | 06/01/2009 | Wolfgang Loitzl   | 1.   | Paul-Ausserleitner-Schanze HS140 (nočna) | Bischofshofen | Novoletna turneja 2008/09                  | 142.5 |
| 9   | 20/03/2015 | Peter Prevc       | 1.   | Letalnica bratov Gorišek HS225           | Planica       | Svetovni pokal 2014/15                     | 233.0 |
| 10  | 22/03/2015 | Jurij Tepeš       | 1.   | Letalnica bratov Gorišek HS225           | Planica       | Svetovni pokal 2014/15                     | 244.0 |

## Rekorden dnevni obisk
Posamične tekme ki so presegle 50 tisoč obiskovalcev v enem dnevu na eni tekmi. Seznam ni popoln:
| Date             | Location               | Attendance | Hill                         | Competition                                  |
| ---------------- | ---------------------- | ---------- | ---------------------------- | -------------------------------------------- |
| 14. februar 1952 | Holmenkollen           | 143,000    | Holmenkollbakken             | Zimske olimpijske igre 1952                  |
| 16. februar 1936 | Garmisch-Partenkirchen | 130,000    | Große Olympiaschanze         | Zimske olimpijske igre 1936                  |
| 18. februar 1962 | Zakopane               | 120,000    | Wielka Krokiew               | SP v nordijskem smučanju 1962                |
| marec 1946       | Holmenkollen           | 106,000    | Holmenkollbakken             | Tekmovanje miru                              |
| 16. marec 1985   | Planica                | 80-100,000 | Velikanka bratov Gorišek     | SP v smučarskih poletih 1985                 |
| 27. februar 1938 | Los Angeles            | 88,000     | LA Memorial Coliseum Stadium | 1st Annual Southern California Open Ski Meet |
| 22. marec 1997   | Planica                | 70,000     | Velikanka bratov Gorišek     | Svetovni pokal 1996/97                       |
| 3. marec 2011    | Holmenkollen           | 70,000     | Holmenkollbakken             | SP v nordijskem smučanju 2011                |
| 20. februar 1989 | Lahti                  | 60,000     | Salpausselkä                 | SP v nordijskem smučanju 1989                |
| 20. marec 2010   | Planica                | 55,000     | Letalnica bratov Gorišek     | SP v smučarskih poletih 2010                 |
| 14. marec 1987   | Planica                | 50,000     | Velikanka bratov Gorišek     | Svetovni pokal 1986/87                       |
| 17. februar 1998 | Nagano                 | 50,000     | Hakuba                       | Zimske olimpijske igre ekipno1998            |

## Seznam rekordov po državah

### Moški
| Uvr. |                          | Država               | Metri | Kraj           | Leto  | Sklici               |
| 1    | Stefan Kraft (WR)        | Avstrija             | 253.5 | Vikersund      | 2017  | [ 30 ]               |
| 2    | Robert Johansson         | Norveška             | 252.0 | Vikersund      | 2015  | [ 31 ]               |
| 3    | Kamil Stoch              | Poljska              | 251.5 | Planica        | 2017  | [ 32 ]               |
| 4    | Peter Prevc              | Slovenija            | 250.0 | Vikersund      | 2015  | [ 33 ]               |
| 5    | Markus Eisenbichler      | Nemčija              | 248.0 | Planica        | 2017  | [ 34 ]               |
| 6    | Kevin Bickner            | ZDA                  | 244.5 | Vikersund      | 2017  | [ 35 ]               |
| 7    | Rjoju Kobajaši           | Japonska             | 252.0 | Planica        | 2017  | [ 36 ]               |
| 8    | Janne Happonen           | Finska               | 240.0 | Vikersund      | 2011  | [ 37 ]               |
| 9    | Simon Ammann             | Švica                | 238.5 | Vikersund      | 2011  | [ 38 ]               |
| 9    | Simon Ammann             | Švica                | 238.5 | Planica        | 2016  | [ 39 ]               |
| 10   | Antonín Hájek            | Češka                | 236.0 | Planica        | 2010  | [ 40 ]               |
| 11   | Dimitrij Vasiljev        | Rusija               | 233.5 | Vikersund      | 2015  | [ 41 ]               |
| 12   | Alex Insam               | Italija              | 232.5 | Planica        | 2017  | [ 41 ]               |
| 13   | Vincent Descombes Sevoie | Francija             | 230.5 | Vikersund      | 2016  | [ 42 ]               |
| 14   | Mackenzie Boyd-Clowes    | Kanada               | 224.0 | Planica        | 2016  | [ 43 ]               |
| 15   | Vladimir Zografski       | Bolgarija            | 213.5 | Planica        | 2013  | [ 44 ]               |
| 16   | Kaarel Nurmsalu          | Estonija             | 213.0 | Planica        | 2017  | [ 41 ]               |
| 17   | Isak Grimholm            | Švedska              | 207.5 | Planica        | 2007  | [ 41 ]               |
| 17   | Choi Heung-Chul          | Južna Koreja         | 207.5 | Planica        | 2008  | [ 41 ]               |
| 19   | Petr Chaadaev            | Belorusija           | 197.5 | Kulm           | 2006  | [ 41 ]               |
| 20   | Radik Žaparov            | Kazahstan            | 196.5 | Planica        | 2007  | [ 41 ]               |
| 21   | Martin Mesik             | Slovaška             | 195.5 | Kulm           | 2006  | [ 41 ]               |
| 22   | Vitaliy Shumbarets       | Ukrajina             | 189.5 | Planica        | 2009  | [ 45 ]               |
| 23   | Nico Polychronidis       | Grčija               | 186.0 | Oberstdorf     | 2013  | [ 41 ]               |
| 24   | Christoph Kreuzer        | Nizozemska           | 162.0 | Planica        | 2002  | [ 41 ]               |
| 25   | Faik Yüksel              | Turčija              | 150.0 | Oberstdorf     | 2000s | [ 46 ]               |
| 26   | Koba Tsakadze            | Gruzija              | 142.0 | Vikersund      | 1967  | [ 47 ]               |
| 27   | Bernat Sola              | Španija              | 141.0 | Kulm           | 1986  | [ 41 ]               |
| 28   | Gábor Gellér             | Madžarska            | 139.0 | Harrachov      | 1980  | [ 41 ]               |
| 29   | Andreas Bjelke Nygaard   | Danska               | 137.0 | Lillehammer    | 2000s | [ 41 ]               |
| 30   | Robert Lock              | Združeno kraljestvo  | 130.0 | Park City      | 2015  | [ 48 ]               |
| 31   | Eduard Torok             | Romunija             | 128.0 | Engelberg      | 2013  | [ 41 ]               |
| 32   | Dmitry Chvykov           | Kirgizistan          | 124.0 | Innsbruck      | 2002  | [ 49 ]               |
| 33   | Tian Zhandong            | Kitajska             | 121.5 | Bischofshofen  | 2004  | [ 50 ]               |
| 34   | Josip Šporer             | Hrvaška              | 102.0 | Planica        | 1940s | [ 51 ]               |
| 34   | Kristaps Nežborts        | Latvija              | 102.0 | Liberec        | 2012  | [ 52 ]               |
| 36   | Zbigniew Kiwert          | Litva                | 86.0  | Nižni Novgorod | 1960  | [ 53 ]               |
| 37   | Skarphéðinn Guðmundsson  | Islandija            | 80.0  | Squaw Valley   | 1960  | [ 54 ]               |
| 38   | Goga Popov ml.           | Severna Makedonija   | 62.0  | Planica        | 1952  | [ 55 ]               |
| 39   | Hal Nerdal               | Avstralija           | 53.0  | Squaw Valley   | 1960  | [ 41 ]               |
| 39   | Chris Hellerud           | Avstralija           | 53.0  | Falun          | 1974  | [ 56 ]               |
| 40   | Dunstan Odeke            | Uganda               | 50.0  | Oslo           | 1990s | [ 56 ]               |
| 41   | Božo Čvorović            | Črna gora            | 46.0  | Žabljak        | 1960s | [ 57 ]               |
| 42   | Vid Černe                | Srbija               | 40.0  | Jahorina       | 1949  | [ 58 ]               |
| 43   | Džemo Zahirović          | Bosna in Hercegovina | 36.0  | Jahorina       | 1949  | [ 59 ]               |
| 44   | Rembert Notten           | Belgija              | 35.0  | Rückershausen  | 2012  | [ 60 ] [ 61 ] [ 62 ] |
| 44   | Richard Brown            | Irska                | 35.0  | Gothenburg     | 2002  | [ 41 ]               |
| 46   | Hans Holm                | Grenlandija          | 23.3  | Nuuk           | 1949  | [ 63 ]               |
| 47   | Brian MacMillan          | Nova Zelandija       | 18.6  | Mount Cook     | 1937  | [ 64 ]               |

### Ženske
| Uvr. |                             | Država       | Metri | Kraj        | Leto | Sklici |
| 1    | Daniela Iraschko-Stolz (WR) | Avstrija     | 200.0 | Kulm        | 2003 | [ 65 ] |
| 2    | Anette Sagen                | Norveška     | 174.5 | Vikersund   | 2004 | [ 65 ] |
| 2    | Helena Olsson               | Švedska      | 174.5 | Vikersund   | 2004 | [ 65 ] |
| 4    | Lindsey Van                 | ZDA          | 171.0 | Vikersund   | 2004 | [ 65 ] |
| 5    | Ulrike Gräßler              | Nemčija      | 146.0 | Willingen   | 2010 | [ 65 ] |
| 6    | Sara Takanaši               | Japonska     | 141.0 | Saporo      | 2011 | [ 65 ] |
| 7    | Špela Rogelj                | Slovenija    | 140.0 | Klingenthal | 2012 | [ 65 ] |
| 7    | Irina Taktajeva             | Rusija       | 137.0 |             |      | [ 65 ] |
| 8    | Bigna Windmüller            | Švica        | 133.0 | Oberstdorf  | 2008 | [ 65 ] |
| 9    | Julia Clair                 | Francija     | 131.5 | Planica     | 2014 | [ 65 ] |
| 10   | Atsuko Tanaka               | Kanada       | 130.0 | Courchevel  | 2013 | [ 65 ] |
| 10   |                             | Italija      | 130.0 | Oslo        | 2016 | [ 65 ] |
| 12   | Julia Kykkänen              | Finska       | 125.0 | Oslo        | 2016 | [ 65 ] |
| 13   | Michaela Doleželová         | Češka        | 116.5 | Courchevel  | 2013 | [ 65 ] |
| 14   | Daniela Haralambie          | Romunija     | 115.0 | Oslo        | 2016 | [ 65 ] |
| 15   | Kinga Raida                 | Poljska      | 111.0 | Planica     | 2016 | [ 65 ] |
| 16   | Wendy Vuik                  | Nizozemska   | 107.0 | Oslo        | 2013 | [ 65 ] |
| 17   | Virág Vörös                 | Madžarska    | 101.0 | Predazzo    | 2016 | [ 65 ] |
| 18   | Tong Ma                     | Kitajska     | 99.0  | Erzurum     | 2012 | [ 65 ] |
| 19   | Šarlote Šķēle               | Latvija      | 85.0  | Predazzo    | 2013 | [ 65 ] |
| 20   | Anemarii Bendi              | Estonija     | 83.0  | Otepää      | 2014 | [ 65 ] |
| 21   | Valentina Sderzhikova       | Kazahstan    | 80.0  | Szczyrk     | 2015 | [ 65 ] |
| 22   | Guy-Lim Park                | Južna Koreja | 79.5  | Notodden    | 2015 | [ 65 ] |
| 23   | Khrystyna Droniak           | Ukrajina     | 77.0  | Szczyrk     | 2016 | [ 65 ] |

## Seznami smučarskih skakalcev po državah
- seznam slovenskih smučarskih skakalcev
- seznam avstrijskih smučarskih skakalcev
- seznam italijanskih smučarskih skakalcev
- seznam norveških smučarskih skakalcev
- seznam finskih smučarskih skakalcev
- seznam estonskih smučarskih skakalcev
- seznam švicarskih smučarskih skakalcev
- seznam nemških smučarskih skakalcev
- seznam čeških smučarskih skakalcev
- seznam poljskih smučarskih skakalcev
- seznam ruskih smučarskih skakalcev
- seznam japonskih smučarskih skakalcev
- seznam (južno)korejskih smučarskih skakalcev
- seznam kitajskih smučarskih skakalcev
- seznam francoskih smučarskih skakalcev
- seznam ameriških smučarskih skakalcev
- seznam kanadskih smučarskih skakalcev
- seznam švedskih smučarskih skakalcev
- seznam danskih smučarskih skakalcev
- seznam slovaških smučarskih skakalcev
- seznam beloruskih smučarskih skakalcev
- seznam latvijskih smučarskih skakalcev
- seznam kazahstanskih smučarskih skakalcev
- seznam ukrajinskih smučarskih skakalcev
- Seznam romunskih smučarskih skakalcev
- seznam madžarskih smučarskih skakalcev
- seznam hrvaških smučarskih skakalcev
- seznam bolgarskih smučarskih skakalcev
- seznam grških smučarskih skakalcev
- seznam albanskih smučarskih skakalcev
- seznam turških smučarskih skakalcev
- seznam španskih smučarskih skakalcev
- seznam britanskih smučarskih skakalcev
- seznam luksemburških smučarskih skakalcev